# Фукс, Григорий Ильич
Григорий Ильич Фукс (1894—1981) — советский учёный, доктор технических наук, профессор.
Является автором 80 работ по вопросам, связанным в основном с термодинамической оценкой степени совершенства теплосиловых установок. Им подготовлено 18 кандидатов наук, четверо из них стали докторами наук, профессорами.

## Биография
Родился 24 мая (6 июня по новому стилю) 1894 года в местечке Лиозно Могилевской губернии в семье дантиста Ельи (Ильи) Хацкелевича и Нехамы Зальмановны. Брат — хирург Борис Ильич Фукс. Племянник — Б.Б.Фукс.
В школе учился на Урале в городе Красноуфимске. В 1912 году поступил в Петербургский политехнический институт, с 1918 продолжил обучение в Томском технологическом институте (ТТИ, ныне Томский политехнический университет), который окончил в 1921 году. По окончании института работал в нём же качестве научного сотрудника по специальности «Холодильное дело», затем был ассистентом на кафедре графики, физики, математики, сопротивления материалов. С 1924 года — доцент, в 1932 году в ТТИ под руководством Григория Фукса была образована кафедра теоретических основ теплотехники для изучения термодинамики процессов газовых смесей и циклов теплоэнергетических установок, с 1934 года — исполняющий обязанности профессора. В 1935 году основал, с 1938 по 1968 год был заведующим кафедрой теоретической и общей теплотехники, затем — профессором этой кафедры. В 1941 году защитил докторскую диссертацию. В 1950—1960 годах Фукс возглавил научную школу по проблемам теплопередачи.
С 1994 года кафедра промышленной теплоэнергетики Томского политехнического университета была объединена с кафедрой теоретической и общей теплотехники (основанной Г. И. Фуксом) и получила название кафедры теоретической и промышленной теплотехники.
Кроме научно-педагогической, Григорий Ильич занимался общественной работой — был кандидатом в члены правления института и членом его правления, заместителем декана и деканом энергетического факультета, начальником научно-исследовательского центра. Он принимал участие в работе методических организаций института, был руководителем методического сектора, членом и председателем методического совещания института, членом Совета института и совета теплоэнергетического факультета. Являлся депутатом Томского городского Совета депутатов.
Умер 7 ноября 1981 года в Томске.

## Награды
- Был награждён двумя орденами Трудового Красного Знамени (1946, 1961), а также медалями, среди которых «За доблестный труд в Великой Отечественной войне 1941-1945 гг.» (1946),  «За доблестный труд. В ознаменование 100-летия со дня рождения В. И. Ленина» (1970), «Тридцать лет победы в Великой Отечественной войне» (1975).
- Также был удостоен двух знаков «Отличник Министерства электростанций и энергетической промышленности», грамот ректора института, общественных и советских организаций.